# Cyril Norman Hinshelwood
Sir Cyril Norman Hinshelwood OM PRS (født 19. juni 1897, død 9. oktober 1967) var en britisk kemiker der beskæftigede sig med fysisk kemi. Han modtog nobelprisen i kemi i 1956.

## Uddannelse
Hinshelwood blev født i London, som barn af Norman Macmillan Hinshelwood, en statsautoriseret revisor, og Ethel Frances født Smith. Han startede sin uddannelse i Canada, men vendte tilbage til en lille lejlighed i Chelsea efter hans fader døde i 1905. Han boede her resten af sit liv. Han gik på Westminster City School og Balliol College, Oxford.

## Karriere
Under første verdenskrig var Hinshelwood kemiker chemist på en fabrik der fremstillede sprængstoffer. Han var tutor på Trinity College, Oxford fra 1921 til 1937 og var Dr Lee’s Professor of Chemistry på University of Oxford fra 1937. Han sad i flere rådgivende organer om naturvidenskab for den britiske regering.
Hans tidligste studier af molekylers kinetik ledte til publikationen af Thermodynamics for Students of Chemistry og The Kinetics of Chemical Change i 1926. Sammen med Harold Warris Thompson forskede han i de eksplosive reaktion mellem hydrogen og oxygen og beskrev fænomenet kædereaktion. Hans efterfølgende arbejde om kemiske ændringer i bakterieceller viste sig at være af stor værdi for den senere udvikling af antibiotika og terapeutiske stoffer, og hans bog, The Chemical Kinetics of the Bacterial Cell, blev udgivet i 1946, efterfulgt af Growth, Function and Regulation in Bacterial Cells i 1966. I 1951 udgav han The Structure of Physical Chemistry. Den blev genudgivet som en Oxford Classic Texts i Physical Sciences af Oxford University Press i 2005.
Langmuir-Hinshelwood-processen i heterogen katalyse, hvor adsorption af reaktant på overfladen er det hastighedsbestemmende trin er opkaldt efter ham. Han var Senior Research Fellow på Imperial College London fra 1964–67.

## Priser og hæder
Hinshelwood blev valgt som Fellow of the Royal Society (FRS) i 1929, og sad som Præsident for organisationen fra 1955 til 1960. Han blev slået til ridder i 1948, og blev udnævnt til Order of Merit i 1960. Sammen med Nikolay Semenov fra Sovjetunionen fik Hinshelwood tildelt nobelprisen i kemi i 1956 for sin forskning i mekanismen i kemiske reaktioner.
Hinshelwood var præsident for Chemical Society, Royal Society, Classical Association og Faraday Society, og modtog adskillige priser og æresgrader.

## Personligt
Hinshelwood blev aldrig gift. Han talte syv sprog flydende, og blandt hans hobbyer var maling, samling af kinesisk porcelæn og udenlandsk litteratur. Han døde hjemme d. 9. oktober 1967. Efter han døde blev hans nobelspris angiveligt solgt fra hans bo, og i 1976 blev den købt af en møntsamler i Los Angeles for $15.000.